# Přebor Zlínského kraje 2002/2003
V soubojích 15. ročníku Přeboru Zlínského kraje 2002/03 (jedna ze skupin 5. fotbalové ligy) se utkalo 16 týmů každý s každým dvoukolovým systémem podzim–jaro. Tento ročník začal v sobotu 10. srpna 2002 úvodními třemi zápasy 1. kola a skončil v neděli 22. června 2003 zbývajícími šesti zápasy 28. kola (utkání 29. a 30. kola byla předehrána v březnu 2003).
Jednalo se o první ročník Přeboru Zlínského kraje, který navazoval na předešlých 14 ročníků Středomoravského župního přeboru. Před sezonou došlo k reorganizaci soutěží (župy → kraje).

## Nové týmy v sezoně 2002/03
- Z Divize D 2001/02 sestoupilo do Přeboru Zlínského kraje mužstvo FK Chropyně, z Divize E 2001/02 žádné mužstvo.
- Ze skupin I. A třídy Středomoravské župy 2001/02 postoupila mužstva FC Lhota u Vsetína (vítěz skupiny A), FK Luhačovice (2. místo ve skupině A), SFK ELKO Holešov (4. místo ve skupině A) a SK Boršice (vítěz skupiny B).

## Konečná tabulka
Zdroje: 
| Poř. | Tým                             | Z  | V  | R  | P  | VG | OG | B  |
| ---- | ------------------------------- | -- | -- | -- | -- | -- | -- | -- |
| 1.   | ČSK Uherský Brod                | 30 | 18 | 5  | 7  | 64 | 33 | 59 |
| 2.   | FC Velké Karlovice + Karolinka  | 30 | 14 | 8  | 8  | 52 | 48 | 50 |
| 3.   | SFK ELKO Holešov (N)            | 30 | 14 | 5  | 11 | 71 | 41 | 47 |
| 4.   | SK Vizovice                     | 30 | 13 | 7  | 10 | 46 | 53 | 46 |
| 5.   | FC Viktoria Otrokovice          | 30 | 12 | 9  | 9  | 51 | 47 | 45 |
| 6.   | SK HS Hradčovice                | 30 | 10 | 14 | 6  | 46 | 37 | 44 |
| 7.   | FC Inpos Kostelec               | 30 | 11 | 10 | 9  | 49 | 44 | 43 |
| 8.   | FK Chropyně (S)                 | 30 | 11 | 8  | 11 | 64 | 50 | 41 |
| 9.   | FK Luhačovice (N)               | 30 | 11 | 7  | 12 | 44 | 47 | 40 |
| 10.  | TJ Sokol Kateřinice             | 30 | 11 | 7  | 12 | 47 | 54 | 40 |
| 11.  | SK Boršice (N)                  | 30 | 11 | 6  | 13 | 40 | 50 | 39 |
| 12.  | FC Štěrkovna Ostrožská Nová Ves | 30 | 11 | 6  | 13 | 41 | 43 | 39 |
| 13.  | TJ Spartak Hluk                 | 30 | 10 | 7  | 13 | 44 | 44 | 37 |
| 14.  | FC Vsetín                       | 30 | 9  | 9  | 12 | 53 | 60 | 36 |
| 15.  | FC Lhota u Vsetína              | 30 | 7  | 7  | 16 | 43 | 69 | 28 |
| 16.  | SFK Břestek                     | 30 | 6  | 7  | 17 | 41 | 76 | 25 |

Poznámky:
- Z = Odehrané zápasy; V = Vítězství; R = Remízy; P = Prohry; VG = Vstřelené góly; OG = Obdržené góly; B = Body; (S) = Mužstvo sestoupivší z vyšší soutěže; (N) = Mužstvo postoupivší z nižší soutěže (nováček)

|  | Postup do Divize D 2003/04                           |
|  | Sestup do I. A třídy Zlínského kraje – sk. A 2003/04 |
|  | Sestup do I. A třídy Zlínského kraje – sk. B 2003/04 |